# Баффало (Південна Дакота)
Баффало (англ. Buffalo) — місто (англ. town) в США, в окрузі Гардінґ штату Південна Дакота. Населення — 346 осіб (2020).

## Географія
Баффало розташоване за координатами 45°35′11″ пн. ш. 103°32′36″ зх. д. / 45.58639° пн. ш. 103.54333° зх. д. (45.586376, -103.543452).  За даними Бюро перепису населення США в 2010 році місто мало площу 1,43 км², уся площа — суходіл.

### Клімат
| Клімат : Баффало         | Клімат : Баффало | Клімат : Баффало | Клімат : Баффало | Клімат : Баффало | Клімат : Баффало | Клімат : Баффало | Клімат : Баффало | Клімат : Баффало | Клімат : Баффало | Клімат : Баффало | Клімат : Баффало | Клімат : Баффало | Клімат : Баффало |
| Показник                 | Січ.             | Лют.             | Бер.             | Квіт.            | Трав.            | Черв.            | Лип.             | Серп.            | Вер.             | Жовт.            | Лист.            | Груд.            | Рік              |
| Абсолютний максимум, °C  | 20,6             | 22,2             | 27,8             | 34,4             | 38,3             | 42,2             | 45,0             | 45,6             | 40,6             | 35,0             | 28,9             | 21,1             | 45,6             |
| Середній максимум, °C    | 0,6              | 2,8              | 8,3              | 15,0             | 20,0             | 25,6             | 30,6             | 30,6             | 24,4             | 16,1             | 7,2              | 1,1              | 15,2             |
| Середня температура, °C  | −5,8             | −3,9             | 1,1              | 6,9              | 12,5             | 17,8             | 21,7             | 21,1             | 15,3             | 8,1              | 0,3              | −5,3             | 7,5              |
| Середній мінімум, °C     | −12,2            | −10,6            | −6,1             | −1,1             | 5,0              | 10,0             | 12,8             | 11,7             | 6,1              | 0,0              | −6,7             | −11,7            | −0,2             |
| Абсолютний мінімум, °C   | −49,4            | −45,6            | −36,1            | −24,4            | −15,6            | −4,4             | 0,0              | −2,8             | −12,8            | −27,2            | −33,3            | −43,3            | −49,4            |
| Норма опадів, мм         | 8                | 8                | 18               | 35               | 65               | 68               | 54               | 35               | 31               | 29               | 13               | 7                | 371              |
| ------------------------ | ---------------- | ---------------- | ---------------- | ---------------- | ---------------- | ---------------- | ---------------- | ---------------- | ---------------- | ---------------- | ---------------- | ---------------- | ---------------- |
| Джерело: Weather Channel |                  |                  |                  |                  |                  |                  |                  |                  |                  |                  |                  |                  |                  |

## Демографія
Згідно з переписом 2010 року, у місті мешкало 330 осіб у 168 домогосподарствах у складі 86 родин. Густота населення становила 230 осіб/км².  Було 220 помешкань (153/км²).
Расовий склад населення:
| - 97,3 % — білих - 0,9 % — корінних американців |

До двох чи більше рас належало 1,5 %. Частка іспаномовних становила 1,5 % від усіх жителів.
За віковим діапазоном населення розподілялося таким чином: 21,2 % — особи молодші 18 років, 60,9 % — особи у віці 18—64 років, 17,9 % — особи у віці 65 років та старші. Медіана віку мешканця становила 43,8 року. На 100 осіб жіночої статі у місті припадало 111,5 чоловіків;  на 100 жінок у віці від 18 років та старших — 113,1 чоловіків також старших 18 років.
Середній дохід на одне домашнє господарство  становив 63 534 долари США (медіана — 53 056), а середній дохід на одну сім'ю — 71 932 долари (медіана — 77 778). За межею бідності перебувало 7,2 % осіб, у тому числі 7,2 % дітей у віці до 18 років та 20,8 % осіб у віці 65 років та старших.
Цивільне працевлаштоване населення становило 198 осіб. Основні галузі зайнятості: сільське господарство, лісництво, риболовля — 26,3 %, освіта, охорона здоров'я та соціальна допомога — 19,7 %, роздрібна торгівля — 17,7 %.